# Meir Wilchek
Meir Wilchek (hébreu : מאיר אשר וילצ'ק ; né le 17 octobre 1935) est un biochimiste israélien. Il est professeur à l'Institut Weizmann des Sciences.

## Jeunesse et éducation
Meir Wilchek est né à Varsovie, en Pologne, issu d'une famille rabbinique. Pendant la Shoah, il s'échappe des territoires occupés par les Allemands vers les territoires occupés par la Russie et est transféré en Sibérie, tandis que son père, qui est rabbin communautaire à Varsovie, est tué dans le camp de concentration de Flossenbürg. Il survit et immigre en Israël en 1949 avec sa mère et sa sœur. Il est titulaire d'un B.Sc. en chimie de l'Université Bar-Ilan et d'un doctorat en biochimie de l'Institut Weizmann des Sciences. Wilchek a publié plus de 400 articles scientifiques et est consultant auprès de diverses sociétés de biotechnologie. Il est également sur la liste du parti Mafdal et Meimad pour la Knesset.

## Contributions scientifiques
Meir Wilchek est connu pour ses recherches dans le domaine de la bioreconnaissance ou phénomène d'affinité, et ses diverses applications, par exemple pour la chromatographie d'affinité, le marquage d'affinité, la thérapie d'affinité et le système avidine - biotine. Le complexe avidine-biotine est l’interaction d'affinité la plus élevée dans la nature, et son utilisation en biochimie intègre toutes les approches précédentes.
Il travaille aussi à la conversion des sérines en cystéines et est le premier à prouver expérimentalement l'équation de Forster sur la dépendance du transfert d'énergie à la distance, une approche connue aujourd'hui sous le nom de FRET. Il étudie également la structure fine de ces chromophores en utilisant le dichroïsme circulaire. Plus récemment, il participe à une équipe de recherche qui a étudié le fonctionnement de l'ail au niveau moléculaire, grâce à un procédé biotechnologique unique permettant de produire de grandes quantités d'allicine pure, le principal composant biologiquement actif de l'ail.

### Chromatographie d'affinité
La chromatographie d'affinité est une méthode de séparation de mélanges biochimiques, basée sur une interaction biologique hautement spécifique telle que celle entre l'antigène et l'anticorps, l'enzyme et le substrat ou le récepteur et le ligand. Cette méthode est ensuite adoptée pour diverses autres techniques. Les utilisations spécifiques de la chromatographie d'affinité comprennent l'affinité des anticorps, la chromatographie d'affinité des ions métalliques immobilisés et la purification des protéines recombinantes - probablement l'utilisation la plus courante de la méthode. Pour purifier, les protéines sont marquées, par exemple, à l'aide d'étiquettes His ou d'étiquettes GST (glutathion-S-transférase), qui peuvent être reconnues par un ligand ionique métallique, tel que l'imidazole.
En 1971, Wilchek et ses collègues appliquent cette méthode pour montrer que la Protéine-kinase est composée de sous-unités régulatrices et catalytiques. En 1972, Wilchek montre que la méthode peut être utilisée pour éliminer les composés toxiques du sang, comme l'illustre l'élimination des peptides hémiques du sang à l'aide d'albumine sérique humaine immobilisée, jetant ainsi les bases de l'hémoperfusion moderne.

### Thérapie d'affinité
La thérapie par affinité, ou Immunotoxine est une approche basée sur la bioreconnaissance pour délivrer sélectivement un médicament cytotoxique ou une toxine à une cellule cible spécifique. Le domaine de la thérapie d'affinité est lancé par Wilchek, avec Michael Sela, Ester Hurwitz et Ruth Arnon. En 1975, ils appliquent des anticorps conjugués à des médicaments pour l’administration ciblée de composés cytotoxiques aux cellules cancéreuses. Ils démontrent également l’avantage d’avoir un espaceur polymère entre l’anticorps et le médicament et montrent l’efficacité de la conjugaison de polymères simples tels que le dextrane pour l’administration et le ciblage du médicament. Cette approche est adoptée plus tard par d'autres et conduit finalement à un traitement efficace du cancer du sein humain par un anticorps anti-HER2 humanisé recombinant (Herceptin) dans un mélange avec du paclitaxel et de la doxorubicine. En 2003, Wilchek collabore à une équipe qui introduit un système basé sur la thérapie enzymatique promédicamenteuse dirigée par anticorps (ADEPT), utilisant l'alliinase conjuguée à un anticorps pour produire un agent cytotoxique, l'allicine, in situ (sur le site) du cancer.

### Le système avidine-biotine
Le système avidine – biotine est une technique permettant d'étudier l'interaction entre deux biomolécules de manière indirecte, comme suit : la biotine est chimiquement couplée à une molécule de liaison (par exemple, une protéine, un ADN, une hormone, etc.) sans perturber l'interaction avec sa molécule cible ; l'avidine est ensuite utilisée pour « prendre en sandwich » le liant biotinylé et une molécule rapporteuse ou une sonde. Cela permet une variété de tâches, notamment la localisation et l’identification du liant ou de la molécule cible. Par conséquent, le système avidine-biotine peut fréquemment remplacer les sondes radioactives. En collaboration avec Ed Bayer, Wilchek établit le système avidine-biotine comme un outil puissant dans les sciences biologiques. Au début des années 1970, ils exploitent l’avidine comme sonde et développent de nouvelles méthodes et réactifs pour biotinyler les anticorps et autres biomolécules. Aujourd’hui, le système est appliqué dans la recherche et le diagnostic ainsi que dans les dispositifs médicaux et les produits pharmaceutiques comme le Western blot, l'ELISA, l'ELISPOT et les tests pull-down. Plus récemment, Wilchek participe à des études structurelles du complexe avidine-biotine, afin de caractériser les propriétés uniques de cette interaction forte. Les études aboutissent à la détermination de la structure 3D du complexe avidine-biotine par cristallographie aux rayons X, ce qui aide à la conception de sites de reconnaissance artificiels spécifiques.

## Honneurs et récompenses
- Boursier international Fogarty 1981-1982
- 1981 Membre honoraire de l'American Society of Biological Chemistry
- Prix Rothschild de chimie 1984
- Prix Wolf de médecine 1987, conjointement avec Pedro Cuatrecasas, « pour l'invention et le développement de la chromatographie d'affinité et ses applications aux sciences biomédicales. »
- Prix Pierce 1987 pour la technologie de bioreconnaissance
- Élu membre de l'Académie israélienne des sciences et des lettres en 1988
- Prix Israël 1990, en sciences de la vie[14]
- 1990 Prix Sarstedt (Numbrecht, Allemagne)
- 1993 Membre associé étranger, Institut de médecine, Académie nationale des sciences, États-Uni
- 2004 Médaille Wilhelm Exner
- Prix Christian B. Anfinsen 2004 de la Protein Society
- 2004 Médaille Wilhelm-Exner, OGV, Président de l'Autriche
- Prix Emet 2005, remis par le Premier ministre d'Israël